# 아라곤어

아라곤어 사용지역(빨간색) 연둣빛 지역은 스페인어 혼용 지역

아라곤어(아라곤어: Aragonés)는 스페인의 아라곤 지방에서 사용되는 로망스어군 계통의 언어이다. 카탈루냐의 북서쪽 지역에서도 사용된다.

## 역사
아라곤어는 8세기쯤 통속 라틴어에서 유래하여 피레네산맥을 넘어 유입됐으며 바스크어의 강한 영향을 받았다. 아라곤 왕국이 성립되면서 그 영역이 남쪽으로 넓어졌으며 무어인을 쫓아내면서 아라곤 어는 더욱 더 사용자 수를 늘릴 수 있었다.
아라곤 왕국이 카스티야 왕국과 합병한 뒤에도 단일 언어가 생겨나지는 못했으며 동쪽에서는 카탈루냐어 서쪽에서는 아라곤어가 계속 쓰였다. 레콩키스타로 인해 확장된 아라곤어의 영향은 무르시아 지방에 새 왕국이 생겨나면서 희미해졌다.
카스티야어의 확산 그리고 지금에 와서는 스페인어의 대다수 유입은 아라곤어의 위치를 위협하고 있음에 분명하다. 다만 카스티야어에 기반을 두고 있으므로 상당히 유사성이 큰 아라곤어는 과거 15세기부터 그 명맥을 이어오고 있다.
아라곤어는 16세기부터 아라곤 지역의 세력 약화와 함께 침체기를 맞아야 했으며 귀족들이 스페인어를 권력의 상징처럼 여겼으므로 자연히 대적됐다. 아라곤 지방의 사람들에게 있어서는 일부 지방에서만 쓰이게 되는 수모이기도 했다. 하지만 아라곤어의 수난은 프란시스코 프랑코 대에 극에 달했으며 스페인어가 아닌 모든 언어의 교습과 학습이 금지됐다.
현재 1978년 헌법에 의해서 모든 언어의 학습과 문학 작품 발행 등이 보장되고 있다.

## 근대 아라곤어
오늘날에는 아라곤 지방 중심부에서 널리 사용되며 피레네 산맥 밑자락까지 사용되면서 널리 퍼져 있다. 주요 대도시에서는 사용자가 상당히 많다. 제2외국어로도 많이 배우지만 최근 조사에 따르면 만 명 정도의 실제 사용자와 제2외국어로는 3만 명 정도의 사용자가 있다.
아라곤어의 방언에는 25-30개 정도가 있으며 대부분은 우에스카 주에 위치한다. 산맥을 끼고 있기 때문에 고립됐던 지리적 배경이 영향을 끼친 것으로 가장 오래된 형태의 아라곤어가 변형된 과정을 보여주는 중요한 근거가 되기도 한다. 동쪽 지역의 방언 또한 다양하며 카탈루냐어와 스페인어에 영향을 많이 받고 있다. 또한 스페인어로 주 언어의 사용법이 전도되는 양상을 보이고 있는 것도 사실이다.